# NGC 4690
NGC 4690 este o galaxie lenticulară situată în constelația Fecioara. A fost descoperită în 11 aprilie 1787 de către William Herschel. Se află la o distanță de 40,2 de megaparseci de Pământ.